# Харахап, Бурхануддин
Бурхануддин Харахап (индон. Burhanuddin Harahap, Boerhanoeddin Harahap) — национальный герой Индонезии, девятый премьер-министр Индонезии, также занимал пост министра обороны. Входил в партию Машуми.

## Награды
- Национальный герой Индонезии;
- Орден «Звезда Республики Индонезии» 2-й степени (1998)[1]